# Breitenberg (Schleswig-Holstein)
Pour les articles homonymes, voir Breitenberg.
Breitenberg est une commune allemande du Schleswig-Holstein, située dans l'arrondissement de Steinburg (Kreis Steinburg), à huit kilomètres à l'est de la ville d'Itzehoe. Breitenberg est l'une des onze communes de l'Amt Breitenburg dont le siège est à Breitenburg.